# Teamfight Tactics
Teamfight Tactics (TFT) és un videojoc auto battler desenvolupat i publicat per Riot Games. Inicialment va ser llançat com a mode de joc per League of Legends per Windows i macOS el 26 de juny de 2019, i es va llençar per Android i iOS el 19 de març de 2020, excloent el sud-est d'Àsia, que va ser retardat per finals del 2020.

## Com jugar
Basat en Dota Auto Chess, un mod per Dota 2, Teamfight Tactics consisteix en formar un equip de fins a 9 campions (amb la possibilitat de tenir un equip major amb ajuda d'objectes especials) i durar el màxim temps possible intentant ser l'últim amb vida. La arena consta d'hexàgons, on els jugadors poden col·locar els seus campions estratègicament segons avencen les rondes. Cada ronda, la batalla comença automàticament amb dos jugadors emparellats de manera aleatòria o contra la IA. Cada cert número de batalles, els jugadors que segueixen amb vida s'enfronten amb monstres neutrals, els quals, al morir, poden deixar caure objectes, campions, o objectes especials. El número de campions que queden al finalitzar la batalla es veurà reflectit en el dany que patirà el derrotat, tenint en compte també el nivell d'aquests.
Gràcies a una característica anomenada «Shared Draft», cada cert temps els jugadors tenen accés a una sortida on, per torns, depenent de la posició en la partida, escolliran un campió amb un objecte. Els dos jugadors amb la salut més baixa escullen primer.
Els jugadors acumulen or durant les rondes, el qual es pot guardar per augmentar els interessos per ronda. Amb aquest or, es pot actualitzar la botiga, comprar campions o pujar 4 de experiència en el nivell. El número de campions que tinguis al tauler depèn del nivell que tinguis, amb algunes excepcions. Els campions tenen orígens i classes, les quals s'han de combinar per obtenir bonificacions.

## Mecàniques Úniques
En el llançament de cada set o actualització de Meitat de Set a partir del segon, s'introduïa una mecànica única que variava la forma de jugar cada partida. Cada mecànica estava activa durant la duració total de cada set (amb una excepció que es va fer permanent).
- Caselles Elementals: Durant la partida podien aparèixer caselles amb un element clau que augmentava una estadística depenent de quin era l'element de la casella, el qual era el mateix element per a tots; Foc augmentava el dany, Vent augmentava la velocitat d'atac, Oceà augmentava la generació de mannà i Muntanya augmentava les resistències. El campió que estigués sobre la casella perdria 1 casella d'objectes, i si tenien els 3 objectes, no podien beneficiar-se d'aquesta casella. Aquesta mecànica estava també lligada a un campió; Qiyana, la qual rebia un origen relacionat a la casella.
- Galàxies: No ocorria en totes les partides, però podia donar-se el cas que al començament de la partida hi hagués una galàxia activa que afectava a tots els jugadors per igual. Les galàxies podien anar des de coses beneficioses com a "25 de vida addicional per a cada jugador" o coses més limitants com a "Tauler més petit". Durant l'actualització de meitat de set per cada galàxia que afegien, una altra s'eliminava de la rotació possible, majorment sent eliminades les galàxies amb efectes negatius a causa de la recepció dels jugadors.
- Triats/Llanterna de la Sort: Durant la partida en actualitzar les botigues podies trobar campions triats; els campions triats costaven més or i es compraven en estat automàtic de 2 estrelles a més de que afegien +1 a l'Origen o classe seleccionat. Quan es va llançar l'actualització de Meitat de Set es va afegir un element de botí anomenat Llanterna de la sort, apareixia alhora per a tots després d'un "Shared Draft", i podia contenir millor botí depenent de la ronda en la qual aparegués. El contingut de la llanterna tenia el mateix valor per a tots els jugadors, però el seu contingut era aleatori.
- Objectes Ombrívols/Radiants: Els objectes ombrívols eren elements de botí que podien aparèixer en diferents armeries a elecció del jugador o als "Shared Draft", i atorgaven al portador un efecte beneficiós a canvi d'un efecte negatiu o simplement un efecte extra. Degut a la mala recepció d'aquests Objectes Ombrívols, a l'actualització de Meitat de Set es van eliminar per complet, i es van introduir els Objectes Radiants, objectes molt més poderosos i sense efectes negatius. Es podien obtenir exclusivament per armeria i es podien tenir com a màxim 2 d'aquests objectes en tota la partida.
- Augments: En certs moments de la partida, els jugadors es veurien en la tasca de triar entre 3 augments diferents de 3 categories diferents: Plata, Or i Prismàtics. Cada augment atorgava una millora a tot l'equip, al jugador o a un atribut que estigués actiu; es podien triar fins a un màxim de 3 augments per partida i la qualitat d'aquests augments era aleatori. Aquesta mecànica va ser popular entre els jugadors i desenvolupadors del joc degut al ventall de possibilitats que es podien crear amb aquests, tant així que van decidir fer aquesta mecànica com a permanent al joc a partir del set següent en endavant.
- Dracs/Drac del Tresor: Similar als triats, els dracs afegien +3 a l'atribut corresponent al seu origen; però per tal de utilitzar a un drac es necessitaven 2 espais de tauler; addicionalment els dracs costaven el doble del rang al qual estaven subjectes; 6 d'or per a rang 3, 8 d'or per a rang 4 i 10 d'or per a rang 5. L'altra mecànica d'aquest set va ser el Drac del Tresor; un element que et permetia triar el botí que anaves a rebre per als teus campions, cada canvi de botí et costava 1 d'or i havies d'acceptar la totalitat dels objectes que et presentaven. Addicionalment van aparèixer Dracs del Tresor de l'Ordre i del Caos que atorgaven diferents recompenses, com a emblemes, objectes radiants o or, depenent de si era una versió o una altra.
- Augments Heroics/Fallada en la Matrix: En qualsevol ronda d'elecció d'augments, podien aparèixer Augments Heroics de 2 categories: Carry i Suport. Els de categoria Carry fan que 1 campió sigui més poderós i capaç de realitzar jugades poderoses que poden dur-te a la victòria de la ronda, els de Suport, en canvi, atorguen en majoria una millora a tot l'equip mentre el campió estigui dins del tauler com a vida o estadístiques quan usen un objecte. Hi ha una baixa probabilitat que la partida no contingui cap augment d'aquesta classe. En la meitat de set es van introduir les Fallades en la Matrix, que provoca que els "Shared Draft" tinguin peculiaritats com 2 objectes per campió, Enclusa d'Objectes o Toms d'Atributs a elecció dels jugadors provocant que puguin haver més objectes, atributs o campions en joc.

## Desenvolupament i llançament
Teamfight Tactics es va llançar per Windows i macOS el 26 de juny de 2019, i per Android i iOS el 19 de març de 2020, a excepció del sud-est asiàtic, on no va estar disponible fins a finals del 2020.